# 青森県立八戸中央高等学校
青森県立八戸中央高等学校（あおもりけんりつ はちのへちゅうおうこうとうがっこう, Aomori Prefectural Hachinohe Chuo High School）は、青森県八戸市諏訪一丁目にある共学の県立高等学校。単位制の定時制課程と通信制課程を有する。

## 概要
歴史
1948年（昭和23年）創立の「八戸市立第一高等学校」を前身とする。1984年（昭和59年）に青森県へ移管され現校名となった。かつては農業科や商業科も有していたが、現在は普通科のみである。長く定時制課程のみを有していたが、1999年（平成11年）に青森県立北斗高等学校通信制課程の分室が併設され、2013年（平成25年）にはその分室が移管の上、通信制課程が設置された。定時制課程は1992年（平成4年）に単位制が導入され、1994年（平成6年）に昼間部が設置されて二部制に、2006年（平成18年）には午前部が設置され、午前・午後（旧・昼間）・夜間の三部制となり現在に至る。2013年（平成25年）に創立65周年を迎えた。
設置課程・学科
定時制課程 普通科（単位制）- 三部制（午前部・午後部・夜間部）
通信制課程 普通科（単位制）- 旧・青森県立北斗高等学校通信制課程分室。
- 通信制課程は2013年（平成25年）4月に北斗高等学校から分室が移管される形で設置された。

校訓
「自主・協和・創造」
校章
校歌
作詞は村舘勝雄、作曲は稲垣寛による。
給食
夜間部のみ給食がある。

## 沿革
- 1948年（昭和23年）
  - 5月1日 - 学制改革（六・三・三制の実施）により新制高等学校「八戸市立第一高等学校」の設置が認可される。定時制（夜間）普通課程を設置。
  - 6月25日 - 八戸市立八戸小学校南校舎を仮校舎として開校。以降この日を開校記念日とする。
- 1950年（昭和25年）3月24日 - 第1回卒業式を挙行。
- 1951年（昭和26年）2月6日 - 校歌を制定。
- 1952年（昭和27年）7月18日 - 校旗を制定。
- 1953年（昭和28年）4月1日 - 八戸市立小中野中学校に小中野分校を併設。
- 1955年（昭和30年）
  - 4月16日 - 旧・八戸市立商業高等学校の校舎を借用。
  - 11月28日 - 八戸市立商業高等学校校舎の全面使用を開始。
- 1956年（昭和31年）3月31日 - 小中野分校を廃止。小中野分校の生徒は八戸市立商業高等学校の定時制課程に転入。
- 1959年（昭和34年）
  - 4月1日 - 農業課程を設置。
  - 9月5日 - 糠塚下道2番地の旧・長者小学校跡に移転。
- 1960年（昭和35年）3月31日 - 体育館が完成。
- 1961年（昭和36年）4月24日 - 完全給食を開始（週6日実施）。
- 1963年（昭和38年）4月1日 - 定時制普通課程を定時制課程普通科に改称。高館分室（普通科）を設置。
- 1967年（昭和42年）6月28日 - 農業科の実習地を設置。
- 1968年（昭和43年）9月30日 - 玄関・裏門・通用門が完成。
- 1970年（昭和45年）2月5日 - 八戸市立第一高等看護学院を併設。
- 1974年（昭和49年）3月31日 - 農業科を廃止。
- 1978年（昭和53年）3月31日 - 高館分室を廃止。
- 1979年（昭和54年）4月1日 - 現在地に校舎が完成し、移転を完了。
- 1981年（昭和56年）4月1日 - 八戸市立商業高等学校の定時制課程と統合され、商業科を新設。
- 1984年（昭和59年）4月1日 - 青森県に移管され「青森県立八戸中央高等学校」（現校名）に改称。商業科の募集を停止。
- 1992年（平成4年）4月1日 - 単位制を導入。修業年限を3年以上とする。
- 1994年（平成6年）4月1日 - 昼間部の設置により、定時制課程を昼間部・夜間部の二部制とする。
- 1999年（平成11年）
  - 4月1日  - 青森県立北斗高等学校通信制課程八戸中央高等学校分室が併設される。
  - 10月22日 - 創立50周年記念式典を挙行。
- 2000年（平成12年）2月4日 - 体育館が完成。
- 2001年（平成13年）12月5日 - 特別教室棟が完成。
- 2002年（平成14年）3月18日 - 管理普通教室棟などの改修工事が完了。
- 2003年（平成15年）1月31日 - 運動場を整備。
- 2006年（平成18年）4月1日 - 午前部の設置により、従来の昼間部を午後部に改称の上、定時制課程を午前・午後・夜間の三部制とする。
- 2013年（平成25年）4月1日 - 青森県立北斗高等学校から分室が移管され、通信制課程を設置。